# Nonaka Hiromu

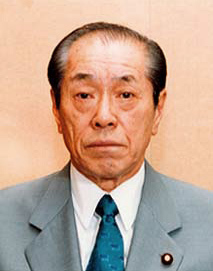
Nonaka Hiromu

Nonaka Hiromu (jap. 野中 広務; * 20. Oktober 1925 in Sonobe, Landkreis Funai (heute: Nantan), Präfektur Kyōto; † 26. Januar 2018 in Kyōto) war ein japanischer Politiker der Liberaldemokratischen Partei (LDP).

## Biografie
Nonaka Hiromu, der sich wegen seiner Zugehörigkeit zu den Burakumin Diskriminierungen ausgesetzt sah, begann seine politische Laufbahn 1950 mit der Wahl zum Stadtrat in seiner Geburtsstadt Sonobe. Zeitweise war er Vize-Sprecher und auch Sprecher des Stadtrates, ehe er 1958 zum Bürgermeister von Sonobe gewählt wurde. Während dieser Zeit war er unter anderem auch für einige Zeit Vize-Vorsitzender der Assoziation der Stadtgemeinden und Dörfer sowie der Steuerkommission der Regierung.
1967 wurde er zunächst Mitglied des Präfekturparlaments Kyōto. Dort begann er seine politische Auseinandersetzung mit dem langjährigen SPJ-KPJ-gestützten Gouverneur der Präfektur, Ninagawa Torazō, die letztlich dazu beitrug, dass dieser 1978 abgewählt wurde. Unter Ninagawas Nachfolger Hayashida Yukio wurde Nonaka 1978 Vizegouverneur von Kyōto.
Daneben war er in den 1970er Jahren Gründer und Betreiber des ersten Pflegeheims in Japan für Menschen mit schweren geistigen Behinderungen.
1983 wurde er bei einer Nachwahl im Wahlkreis Kyōto II (fünf Mandate, zwei zur Nachwahl) mit dem zweithöchsten Stimmenanteil hinter Tanigaki Sadakazu als Vertreter der LDP zum Abgeordneten in das Unterhaus (Shūgiin) gewählt und gehörte dabei zunächst zur Takeshita-Faktion, der späteren Faktion um Obuchi Keizō.
Während dieser Zeit wurde er 1988 Parlamentarischer Vize-Minister für Bauwesen und im Anschluss 1991 Vorsitzender des Kommunikationsausschusses des Unterhauses. Danach war er von 1993 bis 1994 Vorsitzender des Bauausschusses sowie zugleich Vorsitzender des Haushaltsausschusses des Unterhauses.
Am 30. Juni 1994 wurde er von Premierminister Murayama Tomiichi als Innenminister (Jichi-daijin) in dessen Kabinett berufen. Zugleich war er während dieser Zeit Vorsitzender der Nationalen Kommission für Öffentliche Sicherheit.
Nach seinem Ausscheiden aus dem Kabinett wurde er 1995 stellvertretender Generalsekretär (kanjichō-dairi) der LDP sowie Direktor für allgemeine Angelegenheiten in der Strategischen Wahlkampfzentrale der LDP.
Nach dem Amtsantritt von Obuchi als Premierminister wurde er von diesem am 30. Juli 1998 zum Kabinettsekretär in dessen Kabinett ernannt und bekleidete diese Funktion bis zu seiner Ablösung durch Aoki Mikio am Ende von Obuchis Amtszeit am 5. Oktober 1999. Nach einer Regierungsumbildung am 14. Januar 1999 war er zeitgleich bis zum 5. Oktober 1999 Leiter der Behörde für die Entwicklung Okinawas (Okinawa Kaihatsu-chō).
Später war er zwischen April und Dezember 2000 Generalsekretär der LDP unter Mori Yoshirō. Dabei unterstützte er Mori, die sogenannte „Katō-Rebellion“ von Katō Kōichi gegen die Parteiführung niederzuschlagen.
Als Yoshirō Mori am 26. April 2001 als Premierminister zurücktrat, gehörte er zu den Kandidaten für die mögliche Nachfolge, wobei er aber nicht kandidierte und letztlich Jun’ichirō Koizumi zum Parteivorsitzenden gewählt und damit neuer Premierminister wurde.
Nach seinem Rückzug aus der Tagespolitik wurde er Gastdozent (kyakuin kyōju, englisch Lecturer) an der „Heian-Frauenuniversität“ (Heian Jogakuin Daigaku, engl. Heian Jogakuin University).
Er war verheiratet und hat eine Tochter.

## Auszeichnungen
- 1999: Großes Goldenes Ehrenzeichen am Bande für Verdienste um die Republik Österreich[3]